# Euparatettix euguangxiensis
Euparatettix euguangxiensis är en insektsart som beskrevs av Zheng, Z. och Wei 2005. Euparatettix euguangxiensis ingår i släktet Euparatettix och familjen torngräshoppor. Inga underarter finns listade i Catalogue of Life.